# Navarra (vino)
Il Navarra è un vino DOC spagnolo prodotto nella regione spagnola di Navarra. La zona vitivinicola si estende dal sud della capitale di Navarra, Pamplona fino al fiume Ebro.
Fu stabilito come vino DOC nel 1932, ma la sua prima regolamentazione arrivò nel 1967.